# Pteromalus flaviventris
Pteromalus flaviventris is een vliesvleugelig insect uit de familie Pteromalidae. De wetenschappelijke naam is voor het eerst geldig gepubliceerd in 1886 door Rudow.